# ГЕС Eiriksdal
ГЕС Eiriksdal – гідроелектростанція у південній частині Норвегії за сотню кілометрів на північний схід від Бергену. Поряд з ГЕС Гейангер K5 відноситься до гідроенергетичного комплексу, історія створення та розвитку якого пов’язана з забезпеченням алюмінієвого комбінату в Гейангері на березі Høyangsfjorden (виступаюча на північ затока Согнефіорду – найбільшого норвезького фіорду). 

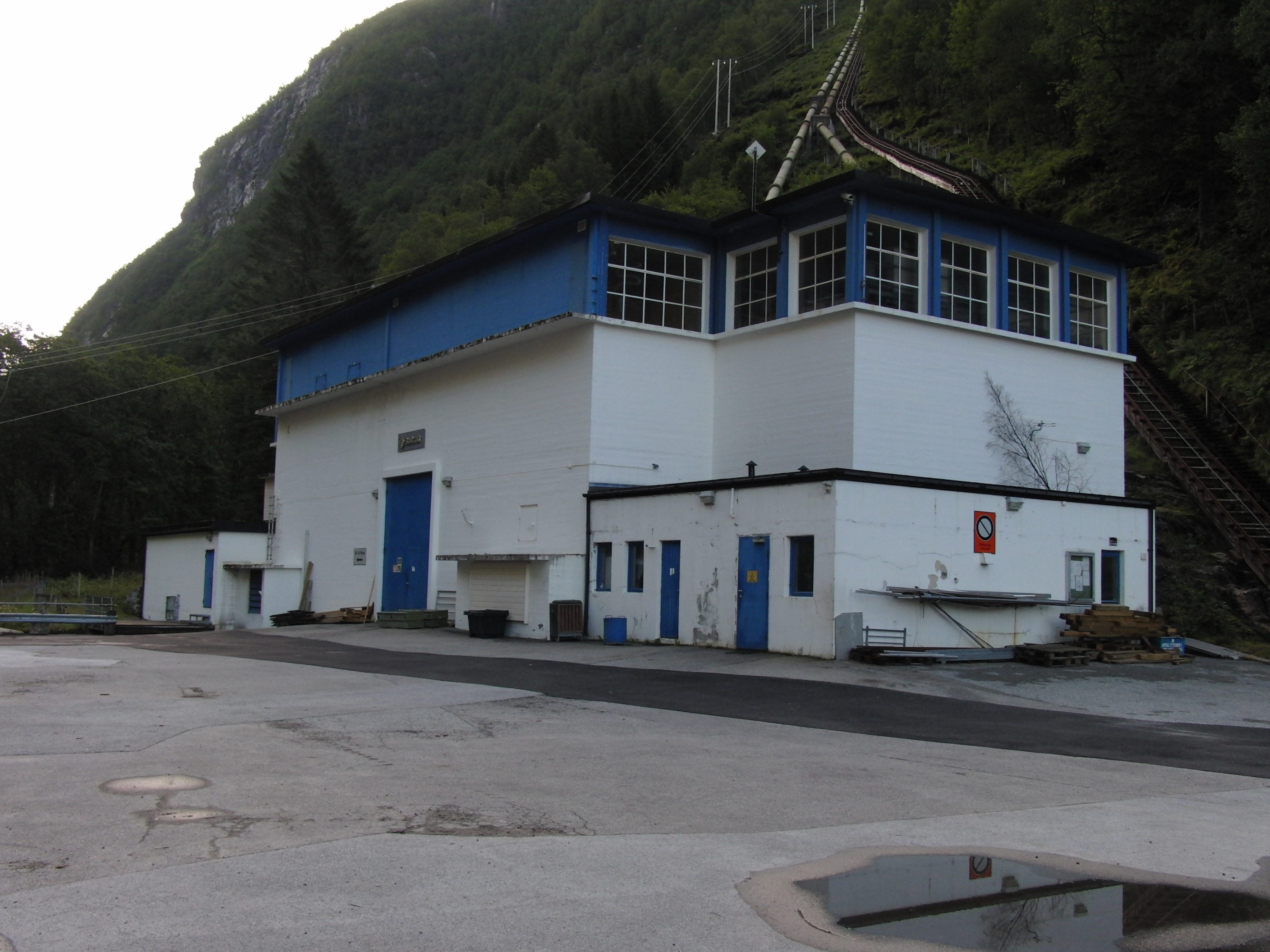
Машинний зал та водоводи ГЕС К2

У 1936 році на північний схід від Гейангеру ввели в експлуатацію ГЕС К2 потужністю 12 МВт (в 1955-му збільшена до 25 МВт). Її машинний зал розташовувався біля злиття Gautingsdalelva та Eiriksdalselva (правий та лівий витоки річки Daleelva, яка тече у Høyangsfjorden), а забір води відбувався із спорудженого на Eiriksdalselva водосховища Roesvatn. Для накопичення ресурсу вище по течії облаштували сховища Hogsvatn та Norddalsvatn, на виході з яких працювали малі ГЕС К3 і К4 (потужність 4 МВт та 2 МВт відповідно).  
На початку 21 століття вирішили значно підсилити схему, спорудивши ГЕС Eiriksdal, яка б замінила К2 та К3 (крім того, на заміну К4 призначалась мала ГЕС Маккорен). Забір ресурсу для нової станції відбувається зі сховища Hogsvatn, від якого прокладено тунель довжиною 3 км до нового машинного залу, облаштованого у гірському масиві біля устя Eiriksdalselva. Зал має розміри 53х15 метрів при висоті 35 метрів, а доступ до нього персоналу здійснюється через тунель довжиною 0,6 км. Основне обладнання ГЕС становлять одна турбіна типу Пелтон потужністю 30 МВт та одна турбіна типу Френсіс потужністю 50 МВт. При напорі у 568 метрів вони повинні забезпечувати виробництво 320 млн кВт-год електроенергії на рік.
Накопичення ресурсу для роботи станції здійснюється у цілому ряді сховищ – окрім вже названих Hogsvatn (можливе коливання рівня поверхні між позначками 687 та 694 метри НРМ) та Norddalsvatn (від 777 до 804 метрів НРМ) це також Kaldosvatn (703/714), Stolsvatn (739/771), Hardbakkavatn (785/831) Nedre Gruvlebotnvatn (777/811) та Ovre Gruvlebotnvatn(834/872). По мірі потреби вони випускають воду через типові для Норвегії дренажні тунелі, котрі дозволяють спрацьовувати рівень поверхні нижче за природний поріг, після чого ресурс прямує далі  існуючими водотоками до Hogsvatn (перші три водойми) та Norddalsvatn (дві інші).
Можливо також відзначити, що після виводу станції К2 озеро Roesvatn продовжує працювати у складі системи, яка може подавати ресурс зі сточища Eiriksdalselva до згаданої вище ГЕС Гейангер K5.